# Fedeli-Gonzaga
I Fedeli-Gonzaga furono una nobile famiglia mantovana.

## Storia

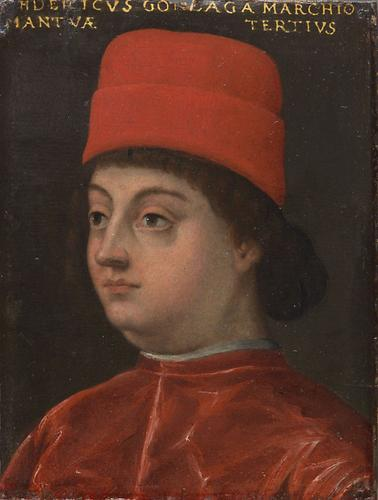
Ritratto di Federico I Gonzaga

Le origini della famiglia risalgono al 1462, quando il marchese di Mantova Ludovico III Gonzaga fidanzò il figlio Federico a Margherita di Baviera, figlia del duca Alberto III di Baviera. Federico osteggiò il fidanzamento e le future nozze, preferendo una storia d'amore con una bella e giovane popolana. La vicenda provocò lo sdegno del padre Ludovico e la madre, la marchesa Barbara di Brandeburgo, per allontanare Federico, finanziò un suo viaggio alla volta di Napoli. Federico partì da Mantova accompagnato da sei servitori verso Napoli, ma ben presto finì i suoi averi. Al fine di non farsi conoscere per non irritare ulteriormente il padre, Federico si ammalò e i servitori, per sopravvivere e soccorrere il loro signore, si diedero a diversi lavori. La marchesa di Mantova inviò diversi messi alla ricerca del figlio, finché la notizia non giunse al re di Napoli Ferdinando I, che lo ospitò a corte. Il re provvide ad informare con una lettera i Gonzaga della presenza del figlio con i servitori e Barbara implorò il marito di perdonare il figlio e di riprenderlo in famiglia. Dopo avere inviato denaro e vesti, Federico rientrò a Mantova. Il padre perdonò il figlio e premiò i "fedeli servitori", che furono ricompensati di numerosi averi. Da qui derivò la casa Fedeli-Gonzaga.
Il matrimonio tra Federico Gonzaga e Margherita venne ratificato a Mantova il 7 settembre 1462 e le nozze celebrate il 6 giugno 1463.

## Esponenti illustri
- Marco Fedeli Gonzaga, vescovo di Mantova dal 1574 al 1583.